# 高山犁头尖
高山犁头尖（学名：Typhonium alpinum）为天南星科犁头尖属的植物，是中国的特有植物。分布于中国大陆的云南等地，生长于海拔3,350米至4,000米的地区，多生于高山潮湿草地及草坝，目前尚未由人工引种栽培。

## 别名
贝母（云南会泽）